# ژان‌لوک نانسی
ژان‌لوک نانسی (متولد ۲۶ ژوئیه ۱۹۴۰ - درگذشتهٔ ٢٣ اوت ٢٠٢١ ) فیلسوف فرانسوی و استاد مدرسه عالی اروپا و دانشگاه استراسبورگ است. او در ٢٣ اوت ٢٠٢١ براثر کهولت سن درگذشت.

## آثار ترجمه‌شده به فارسی
- حقیقت دموکراسی، ژان لوک نانسی، پویا ایمانی (مترجم)، ناشر: نشر مرکز، ۱۳۹۱
- عدالت، عشق، زیبایی، ژان لوک نانسی، افشین حفیظی (مترجم)، ناشر: نشر مرکز، ۱۳۹۲
- بداهت فیلم، ژان لوک نانسی، باقر پرهام (مترجم)، ناشر: ایو ژوارت (در فرانسه)، ۲۰۰۱
- آوار خواب، ژان لوک نانسی، احسان کیانی خواه (مترجم)، ناشر: حرفه نویسنده، ۱۳۹۵
- هستی در فقدان، ژان لوک نانسی، نریمان جهانزاد (مترجم)، ناشر: دیبایه، ۱۳۹۸
- پس از فوکوشیما، هم‌ارزی فاجعه‌ها، ژان لوک نانسی، نریمان جهانزاد (مترجم)، ناشر: لگا، 1400
- فلسفه‌ی ژان-لوک نانسی، ماری-ایو مورین (نویسنده)، نریمان جهانزاد (مترجم)، نشر شبخیز، 1400.
- فلسفه آلمانی: یک گفتگو، گفتگوی ژان لوک نانسی و آلن بدیو، احسان پورخیری و حسین طیّب (مترجم)، ناشر: لگا، 1400

## مقالات ترجمه‌شده به فارسی از و دربارهٔ ژان-لوک نانسی
- تبدیل‌شدنِ شهر به جهان: نانسی، لوفور و تصور جهانی-شهری، دیوید مدن، نریمان جهانزاد (مترجم)، منتشر شده در سایت فضا و دیالکتیک.[۴]
- اجتماع فراسوی هویت: بازاندیشیِ سیاست رادیکال با نانسی، آگامبن و اسپوزیتو، ماریتا وارجیوتی، نریمان جهانزاد (مترجم)، منتشر شده در سایت فضا و دیالکتیک.[۵]
- انقلاب بدون ضمانت؛ اجتماع و سوبژکتیویته در نانسی، لینگیس، سارتر و لویناس، اندرو رایدر، نریمان جهانزاد (مترجم)، منتشر شده در سایت فضا و دیالکتیک.[۶]
- هستی‌شناسی به مثابه نقد: در باب اجتماع بیکارِ نانسی، ماریا آکوستا لوپز، نریمان جهانزاد (مترجم)، منتشر شده در سایت فضا و دیالکتیک.[۷]
- میان ما در شهر: مادیت، سوبژکتیویته و اجتماع در عصر شهری‌شدن جهانی، مارتین کاورد، نریمان جهانزاد (مترجم)، منتشر شده در سایت فضا و دیالکتیک.[۸]
- ردیابی تفاوت سیاسی، الیور مارچارت، نریمان جهانزاد (مترجم)، منتشر شده در سایت فضا و دیالکتیک.[۹]
- با بودن-با؛ یادداشتی درباره‌ی بازنویسی ژان‌لوک نانسی از هستی و زمان، سایمون کریچلی، نریمان جهانزاد (مترجم)، منتشر شده در سایت فضا و دیالکتیک.[۱۰]
- درآمدی بر اندیشه‌ی ژان‌لوک نانسی، ایگناس دویش، نریمان جهانزاد (مترجم)،منتشر شده در سایت فضا و دیالکتیک.[۱۱]
- مقدمه‌ای بر اندیشه‌ی نانسی، ماری-ایو مورین، نریمان جهانزاد (مترجم)، سایت فضا و دیالکتیک.[۱۲]
- دو یادداشت درباره‌ی اندیشه‌ی ژان‌لوک نانسی، ایلان وال، نریمان جهانزاد (مترجم)، سایت فضا و دیالکتیک.[۱۳]
- نه/ما: دموکراسیِ نیچه‌ایِ ژان‌لوک نانسی، فردریک نیرا،نریمان جهانزاد (مترجم)، سایت فضا و دیالکتیک.[۱۴]
- پوپولیسم، دموکراسی و نوفاشیسم،ژان‌لوک نانسی،پویا ایمانی (مترجم).[۱۵]
- نابسندگی «ارزش‌ها» و ضرورت «معنا»،ژان‌لوک نانسی،نریمان جهانزاد (مترجم)،منتشر شده در سایت فضا و دیالکتیک.[۱۶]